# Tianyuraptor
Tianyuraptor é um gênero de dinossauro terópode da família dos Dromeossaurídeos, que viveu durante o período Cretáceo Inferior, há 122 milhões de anos. Seus fósseis foram descobertos em Liaoning, China. Era similar aos outros dromeossaurídeos encontrados em Liaoning, com a exceção de serem, de certa forma, mais primitivos. O espécime Tianyuraptor ostromi, formalmente nomeado em 2009, apresenta características não encontradas nos já conhecidos dromeossaurídeos do Hemisfério Norte (Laurásia), porém presentes em espécies do Hemisfério Sul (Gondwana) e em aves primitivas. Por causa disto, os primeiros cientistas que estudaram Tianyuraptor, o descreveram como "espécie de transição", conectando a lacuna entre os dromeossaurídeos do Norte e do Sul.

## Etimologia
O nome dado ao gênero Tianyuraptor combina Tianyu, referente ao Shandong Tianyu Museum of Nature onde o holótipo é guardado, com raptor, palavra em Latim para 'ladrão', referente à ação de agarrar a presa, comumente usado para nomear dromeossaurídeos. O epíteto específico, ostromi, é uma homenagem à John Ostrom, que muito contribuiu para o estudo de fósseis de dromeossaurídeos, incluindo Deinonychus e dinossauros emplumados.

## Descrição

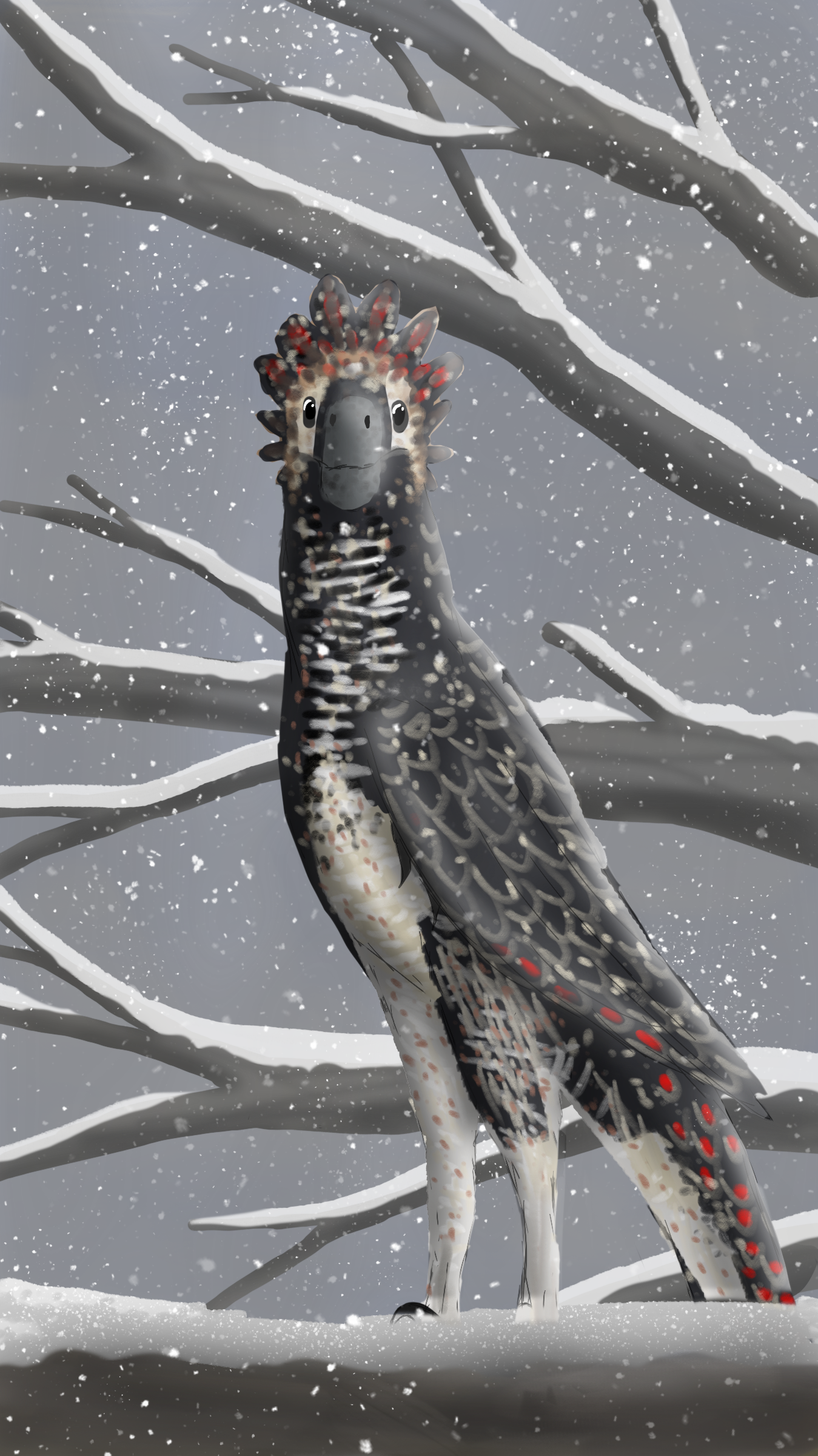
Restauração artística em vida

Tianyuraptor é um dromeossaurídeo de tamanho médio que possuí diversas características derivadas que o diferem de outros dromeossaurídeos. Estas incluem o comprimento de sua vértebra caudal ser o dobro de sua vértebra dorsal, uma pequena e extremamente fina fúrcula, e membros posteriores de tamanho incomum que medem três vezes o comprimento de toda sua série de vértebras dorsais. Como em outros fósseis de dromeossaurídeos descobertos em Liaoning, a cauda é relativamente longa e mede 960 milímetros, quase 4,8 vezes o tamanho de seu fêmur.
O holótipo é o STM1-3, um quase completo e totalmente articulado esqueleto que apenas falta a extremidade distal de sua cauda. Um total de 25 totalmente articuladas vértebras caudais estão preservadas, com três delas sem suas extremidades. O fóssil foi descoberto na Dawangzhangzi Bed da Formação Yixian (Grupo Jehol), localizado em Lingyuan no oeste de Liaoning, China. A Formação Yixian é uma unidade rochosa do Cretáceo Inferior, datada entre aproximadamente 129,7 e 122,1 milhões de anos de idade, nos andares Barremiano e Aptiano. A Dawangzhangzi Bed especificamente foi datada por volta de 122 milhões de anos de idade. Acredita-se que STM1-3 se trata de um jovem adulto, com características que incluem a fusão incompleta de partes do esqueleto durante a ontogenia. O holótipo do Tianyuraptor não preserva tecido mole, diferente de vários outros terópodes do Grupo Jehol.

### Membros
Os membros anteriores são relativamente curtos, sendo apenas 53% do comprimento dos membro posteriores. Isso difere bastante de outros elementos esqueléticos conhecidos de outros dromeossaurídeos, em que a maioria tem membros anteriores relativamente longos que possuem 70% do comprimento dos membros posteriores.
Enquanto Tianyuraptor é maior em tamanho do que todos os outros microraptores conhecidos, também possui membros posteriores baixos relativamente alongados, como outros microraptores. Neste sentido, é diferente de diversos outros dromeossaurídeos, que têm tíbias curtas. Por exemplo, Tianyuraptor tem uma proporção tibiotarso/fêmur maior que 1,30, enquanto o Velociraptor mongoliensis, uma criatura de tamanho similar, apresenta proporção menor que 1,10. Além dos membros posteriores alongados, Tianyuraptor é diferente de outros membros da Microraptoria em relação ao comprimento relativo de elementos dos membros anteriores. Os membros anteriores do Tianyuraptor são proporcionalmente mais curtos daqueles de dromeossaurídeos maiores. Por exemplo, um espécime de Velociraptor de tamanho similar apresenta a proporção braço/perna de aproximadamente 0,75, enquanto Tianyuraptor tem uma proporção de 0,53.

## Paleobiologia
A grande diferença entre o comprimento de braço em relação à outros dromeossaurídeos implica que a função dos braços do Tianyuraptor eram diferentes das de outros dromeossaurídeos. Membros da subfamília Microraptorinae, como o Microraptor, sugerem ser aerodinâmicos com a capacidade de planar. Microraptores são comumente notados por longos e robustos membros anteriores e grandes penas de voo assimétricas. Entretanto, os curtos membro anteriores, fúrcula pequena, e o transversalmente largo coracoide de Tianyuraptor sugere que ele não aerodinamicamente capaz de planar ou voar.

## Classificação
A análise filogenética feita por Zheng et al. mostra que Tianyuraptor era um membro basal do grupo que contém dromeossaurídeos da Laurásia. Tianyuraptor parece ter diversas características que são desconhecidas em outros dromeossaurídeos laurasianos, mas que são vistos em Avialaes basais e dromeossaurídeos da Gondwana, incluindo Austroraptor, Buitreraptor, Neuquenraptor, Rahonavis, e Unenlagia. Zheng e colegas também notaram que Tianyuraptor compartilha algumas características com a subfamília monofílica Microraptorinae, no entanto disseram que a mistura de características sugere uma posição basal para Tianyuraptor dentro da Microraptoria, como evidenciado por suas análises filogenéticas que indicaram máxima parcimônia em seis de 30 resultados recuperados pelas análises. Os autores então sugeriram que desde que Tianyuraptor é considerado um microraptoriano de braços curtos, microraptorianos mais derivados de braços longos podem ter evoluídos, de forma independente, a capacidade de voar. No entanto, também é igualmente possível, como argumentado por Zheng et al., que Tianyuraptor poderia de fato ser um membro basal de uma clade contendo todos os outros dromeossaurídeos laurasianos com a exceção dos microraptorianos. Isto é indicado por 24 de 30 árvores de parcimônia máxima recuperadas pelas análises. A descoberta de Tianyuraptor ilumina as primeiras evoluções de dromeossaurídeos e exemplifica a grande diversidade que este grupo possuía em seu estágio inicial.